# Зарічани
Заріча́ни (до 1946 року — Псища, Псище) — село в Україні, у Станишівській сільській територіальній громаді Житомирського району Житомирської області. Чисельність населення становить 2 216 осіб (2001).

## Географія
Знаходиться на правому березі річки Тетерів навпроти центральної частини міста Житомир.

## Населення

### Мова
Розподіл населення за рідною мовою за даними перепису 2001 року:
| Мова       | Кількість | Відсоток |
| ---------- | --------- | -------- |
| українська | 2057      | 92.83 %  |
| російська  | 157       | 7.09 %   |
| болгарська | 1         | 0.04 %   |
| польська   | 1         | 0.04 %   |
| Усього     | 2216      | 100 %    |

## Історія
Люди в околицях села жили з часів палеоліту та неоліту. Поруч з селом знаходяться поселення доби палеоліту, неоліту, ряд поселень І тис. до н. е., VIII—IX н. е. та ряд поселень ХІІ-ХІІІ ст.
Вперше згадується 24 грудня 1649 року в «Актовій книзі Житомирського гродського уряду» як Псисчов. До Другої світової війни — Псище.
Місцевість на правому березі річки Тетерів в районі Зарічан була заселена ще у давні часи. Зарічанська група курганів ранньої залізної доби належить до ранньо-скіфського часу і датується 7 — поч. 6 століття до н. е.  Три кургани групи дослідив у 1893 році житомирський археолог Сергій Гамченко.
Кургани знаходились на правому березі річки Гуйва, приблизно у районі бази відпочинку заводу хімволокна.
До нашого часу кургани не збереглися. Власне поселення Зарічани знане як Псище з 17 століття. Через Псище з міста проходив давній Чорний чумацький шлях. Назва поселення, очевидно, походить від давнього промислу його жителів — тут утримувались псарні, у яких вирощували та тренували собак для полювання на бобрів та лісове полювання на феодальному Ловчому путі.
На початку ХІХ століття в Псищах побудована церква Святого Миколая.
Станом на 1906 рік в селищі Псища Левківської волості Житомирського повіту Волинської губернії налічувалось 111 дворів, у яких проживало 639 осіб, на 1913 рік — 645.
У селі було однокласне училище, церква, водяний млин Огріновича та завод Томасевича Василя Гавриловича.

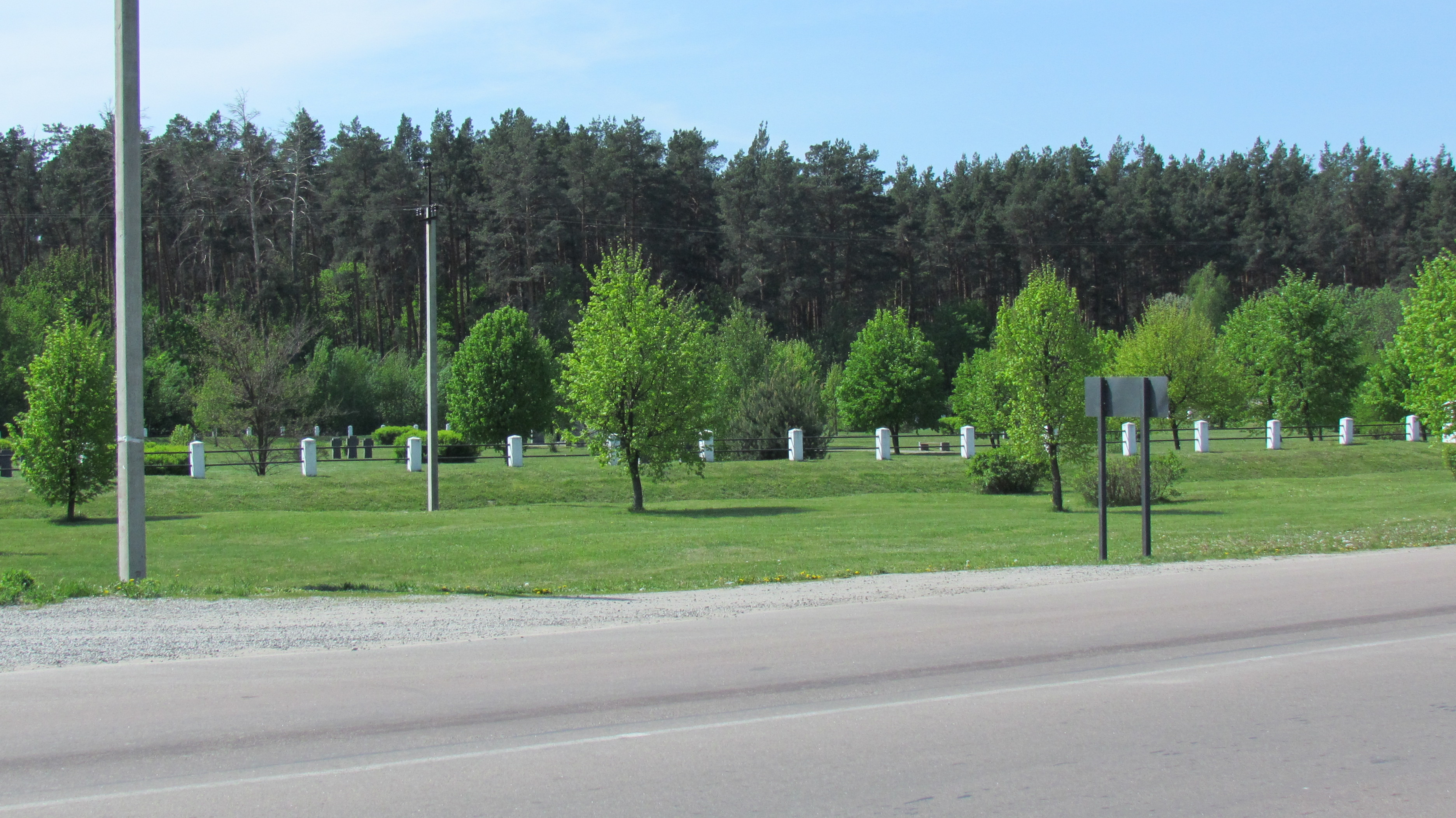
Кладовище «Геґевальд»

Село постраждало внаслідок геноциду українського народу, проведеного урядом СРСР 1932—1933.
16 листопада 1942 року очільник генерального округу "Житомир" Ернст Ляйзер видав наказ про створення адміністративного округу "Геґевальд" ("Заповідний ліс") — адміністративно-територіальної одиниці Генеральної округи Житомир Райхскомісаріату Україна, куди увійшло село. У складі округу село перебувало до приходу Червоної армії у  лютому 1944 року.
При в'їзді до села розташовано невеличке кладовище німецьких воїнів, загиблих у роки війни, з округи Геґевальд (нім. — «Hegewald» — «Заповідний ліс»), оскільки неподалік розміщувалася ставка Генріха Гіммлера.
Сучасна назва Зарічани — з 7 червня 1946 року .
До 19 липня 2016 року — адміністративний центр Зарічанської сільської ради Житомирського району Житомирської області.
12 червня 2020 року, відповідно до розпорядження Кабінету Міністрів України № 711-р «Про визначення адміністративних центрів та затвердження територій територіальних громад Житомирської області» увійшло до складу Станишівської сільської територіальної громади.
19 липня 2020 року, в результаті адміністративно-територіальної реформи та ліквідації Житомирського району (1939—2020), село увійшло до складу новоутвореного Житомирського району.

## Відомі люди
- Андрющенко Володимир Кузьмович (1919—1986) — Герой Радянського Союзу, командир 44-го стрілецького полку 42-ї стрілецької дивізії 49-ї армії Другого Білоруського фронту.
- Галицький Олександр Володимирович (* 1955) — російський підприємець.
- Єлисеєв Володимир Якович (1935—2003) — український живописець і графік.
- Сенькін Віталій Андрійович (* 1956) — український майстер народної творчості з живопису, Заслужений майстер народної творчості України.